# Mount Andromeda
Mount Andromeda är ett berg i Kanada.   Det ligger i provinsen Alberta, i den centrala delen av landet, 3 100 km väster om huvudstaden Ottawa. Toppen på Mount Andromeda är 3 450 meter över havet, eller 348 meter över den omgivande terrängen. Bredden vid basen är 2,5 km.
Terrängen runt Mount Andromeda är varierad.Trakten runt Mount Andromeda är nära nog obefolkad, med mindre än två invånare per kvadratkilometer.. Det finns inga samhällen i närheten. 
Trakten runt Mount Andromeda är permanent täckt av is och snö.